# 石偉
石 偉（せき い、208年 - 290年）は、中国三国時代の呉から西晋にかけての政治家。字は公操。荊州南郡の人。

## 生涯
若くして学問を好み、みずからの行いを修め正して怠ることがなく、しっかりとひとり立ちし、何ものにもその志操を乱されることがなかった。茂才と賢良方正とに推挙されたが、ともにそれに応じなかった。
孫休が即位すると、特別に石偉を召し寄せ、石偉は官位を歴任して光禄勲にまで昇進した。永安4年（261年）8月、孫休は光禄太夫の周奕と石偉とを遣わし、国じゅうを巡って各地の民風を観察し、部将や官吏たちが清潔な政治を行っているかどうか、民衆たちが何に苦しんでいるかを調べさせ、それにもとづいて地方官たちの昇進と左遷とを命ずる詔を下した。
孫晧が即位し、朝政が乱れるようになると、石偉は年をとって持病を発したことを理由に退職を申し出、そこで光禄太夫の名誉職をあたえられた。
呉が平定されると、西晋の建威将軍王戎が親しく石偉のもとを訪れた。太康2年（281年）に司馬炎は詔を下した。「呉の故の光禄太夫の石偉は、けがれなき志操を持して、白髪の年に至ってもそれを変えることがない。危乱の中に身を処しながらも、その清廉な節操は人々の模範とするに足るものであった。年は老境に及び、遠く朝廷に出て仕えるに堪えない。石偉を議郎に任じ、二千石の秩を加えて、終世この恩典を享受させるように」、石偉はこの詔を得ると、いつわって精神に異常をきたし目も見えなくなったというふりをし、西晋の与える爵位を受けなかった。
太熙元年（290年）、83歳で亡くなったという。